# Yangdong
Yangdong es una aldea tradicional coreana de la dinastía Chosŏn. Se encuentra en Gangdong-myeon, entre las ciudades de Pohang y Gyeongju, en Corea del Sur.
Su tamaño, el grado de conservación, sus numerosos recursos, tradiciones y el paraje natural en el que se encuentra contribuyen a la importancia de Yangdong. Es también un claro ejemplo del modo de vida de los yangban (aristocracia coreana) y de las tradiciones neoconfucionistas.
La Unesco la declaró, junto con Hahoe, Patrimonio de la Humanidad en 2010.

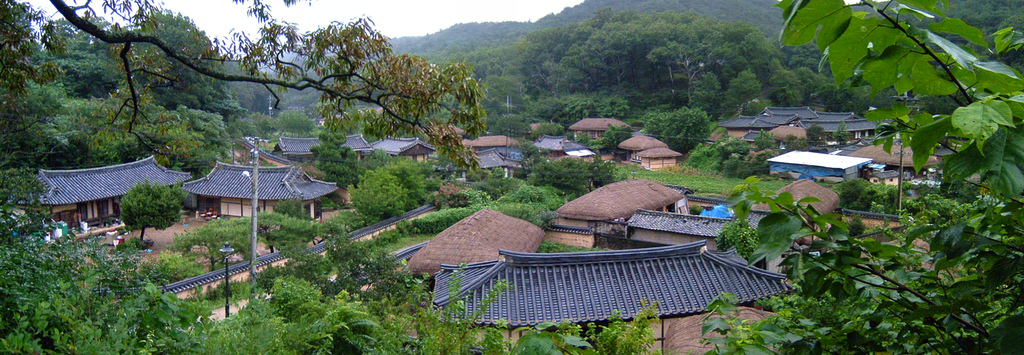
Yangdong.